# Teresa Izquierdo
Teresa Aída Izquierdo González (Lima, Perú, 10 de marzo de 1934 - ibídem, 27 de julio de 2011) fue una renombrada chef, escritora peruana e importante impulsora de la difusión de la culinaria peruana. Fue considerada como La madre de la cocina peruana.

## Biografía
Nació en el Distrito de Lince, hija de Agustín Izquierdo y Luz Divina Gonzáles. Adquirió los conocimientos culinarios por parte de su madre, cocinera natural de San Luis de Cañete. Liduvina se trasladó muy joven a Lima, aunque siempre regresaba para ver a sus familiares.
A los 8 años, empezó reemplazando a su madre, había que preparar el almuerzo para una aristocrática familia limeña conformada por ocho personas. Prácticamente, doña Teresa Izquierdo ha pasado toda la vida trabajando como cocinera, pero no le gusta que le digan “chef”. Con los consejos de su madre, comenzó preparando dulces (como el Turrón de Doña Pepa) para vender.
A los 10 años, preparó su primer platillo peruano; a los 14, le llegó el turno a carapulca. Y así, poco a poco, fue dominando el arte de la cocina criolla tradicional. También se dio tiempo para cocinar a solicitud de algunas familias y en ocasiones especiales, como la Feria del Señor de los Milagros, peleas de gallos y concursos de caballos de paso. De esta manera, su fama de guisandera aumentó.
En 1978, Teresa abrió "El Rincón que No Conoces". Empezó con seis mesas y ella cocinaba, servía y cobraba. Después, su sazón se hizo más conocida y llegaron los buenos tiempos. Ella prefiere el título de guisandera; y es que ese nombre refleja su vocación y la de su madre, y le recuerda la modestia con que se hacen las grandes cosas. Desde ese entonces, varios presidentes de la república han asistido a su restaurante.
Viajó a varios países, representando la gastronomía de su país. Asimismo, ha publicado dos libros de recetas que se vendieron con éxito. 
En los años 2008 y 2009, participó como jurado del Festival Gastronómico "Sabores de Cañete", organizado por el Centro de Formación CONDORAY.
En una entrevista en el 2010, señaló que para su madre nunca fue bien visto que solo se dedicara al arte culinario:

«Mi mamá siempre quiso que tenga una profesión. Recuerdo que ella me dijo que las personas nunca van a dejar de tener hijos, por lo que podía ser obstetra. Pero, en la primera clase me desmayé».

Falleció el 27 de julio de 2011, a causa de una obstrucción intestinal, por lo que anteriormente había sido sometida hasta a tres operaciones. Sus restos fueron velados en el Museo de la Nación y sepultados en el cementerio los Jardines de la Paz del Distrito de La Molina.

## Premios y reconocimientos
- En el año 2006, Teresa fue declarada "Maestra del arte culinario" por el Ministerio de Educación del Perú.
- En agosto de 2010, fue condecorada por la Municipalidad Provincial de Cañete con la "Medalla Cívica del Arte Negro".
- En junio de 2011, fue condecorada por el Estado peruano con la Orden al Mérito por Servicios Distinguidos en el Grado de Gran Oficial.[11]
- La Sociedad Peruana de Gastronomía (Apega) le rindió un homenaje póstumo.[12]